# 北馬魯特阿環礁
北馬魯特阿環礁（Marutea Nord），又称塔翁阿陶朗阿埃哈瓦纳环礁（Taunga-tauranga-e-havana），是南太平洋法屬波利尼西亞的環礁，屬於土阿莫土群島的一部分，位於馬凱莫環礁東南24公里，由马凯莫市镇管辖，長42公里、寬17公里，土地面積2.7平方公里，潟湖面積458平方公里，島上無人居住。

## 外部連結
- Marutea Nord
- & Atoll names （页面存档备份，存于）
- Sharks in Marutea （页面存档备份，存于）
- History （页面存档备份，存于）（德文）
- Atoll list （页面存档备份，存于）（法文）

17°07′S 143°11′W / 17.117°S 143.183°W